# توازی-ل-دزر
توازی-ل-دزر (به فرانسوی: Thoisy-le-Désert) یک کمون در فرانسه با جمعیت ۱۹۷ نفر است که در Canton of Pouilly-en-Auxois واقع شده‌است.